# Picris pauciflora
Picris pauciflora ist eine Pflanzenart aus der Familie der Korbblütler (Asteraceae).

## Merkmale
Picris pauciflora ist ein einjähriger, borstiger oder kurz rauhaariger Schaft-Therophyt, der Wuchshöhen von 10 bis 50 Zentimeter erreicht. Die Blätter sind am Grund fast nicht geöhrt. Die wenigen Körbe sind 10 bis 15 Millimeter groß. Die Hüllblätter sind dicht weiß sternhaarig und weisen Borsten mit zwei Widerhaken auf. Fruchtend sind die Korbstiele stark verdickt und unter dem Korb eingeschnürt. Die Früchte sind 4,5 bis 5 Millimeter lang und verschmälern sich zu Spitze hin oder sind kurz geschnäbelt. Der Pappus ist einförmig federig.
Die Blütezeit reicht von April bis Juni.
Die Chromosomenzahl beträgt 2n = 10.

## Vorkommen
Picris pauciflora kommt im Mittelmeerraum vor. Auf Kreta wächst die Art an Straßenrändern, in Phrygana und auf Schuttfluren in Höhenlagen von 0 bis 1400 Meter.